# Crotalus lepidus
Espèce
Synonymes
- Caudisona lepida Kennicott, 1861
- Crotalus semicornutus Taylor, 1944

Statut de conservation UICN

 LC  : Préoccupation mineure
Crotalus lepidus ou crotale des rochers ou crotale à bandes est une espèce de serpents de la famille des Viperidae.

## Répartition
Cette espèce se rencontre :
- aux États-Unis dans le sud du Nouveau-Mexique, dans l'ouest du Texas et dans le sud-est de l'Arizona ;
- au Mexique dans les États de Chihuahua, de Durango, de Sinaloa, de Nayarit, de Jalisco, de Nuevo León, d'Aguascalientes et de Tamaulipas.

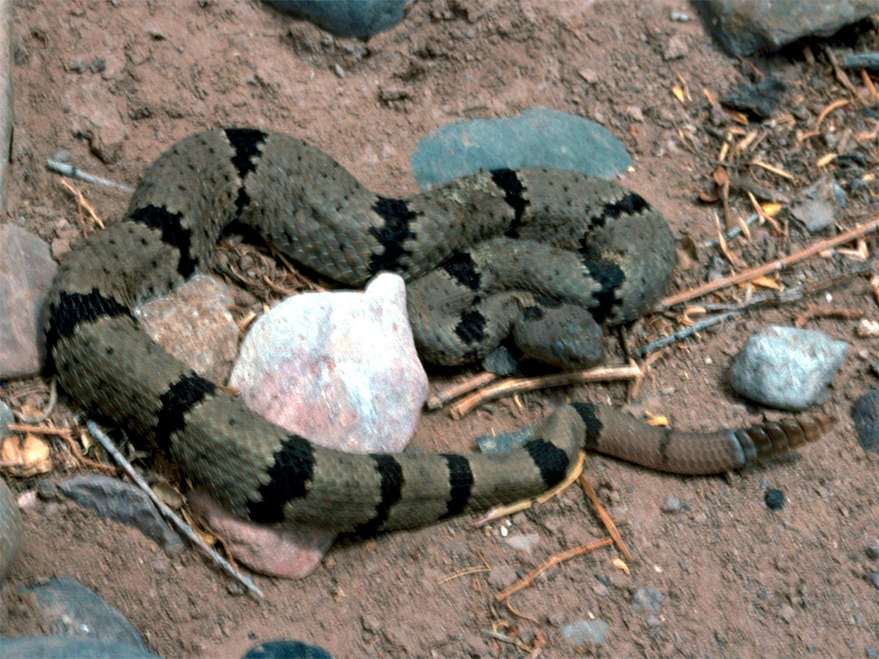
Crotalus lepidus klauberi

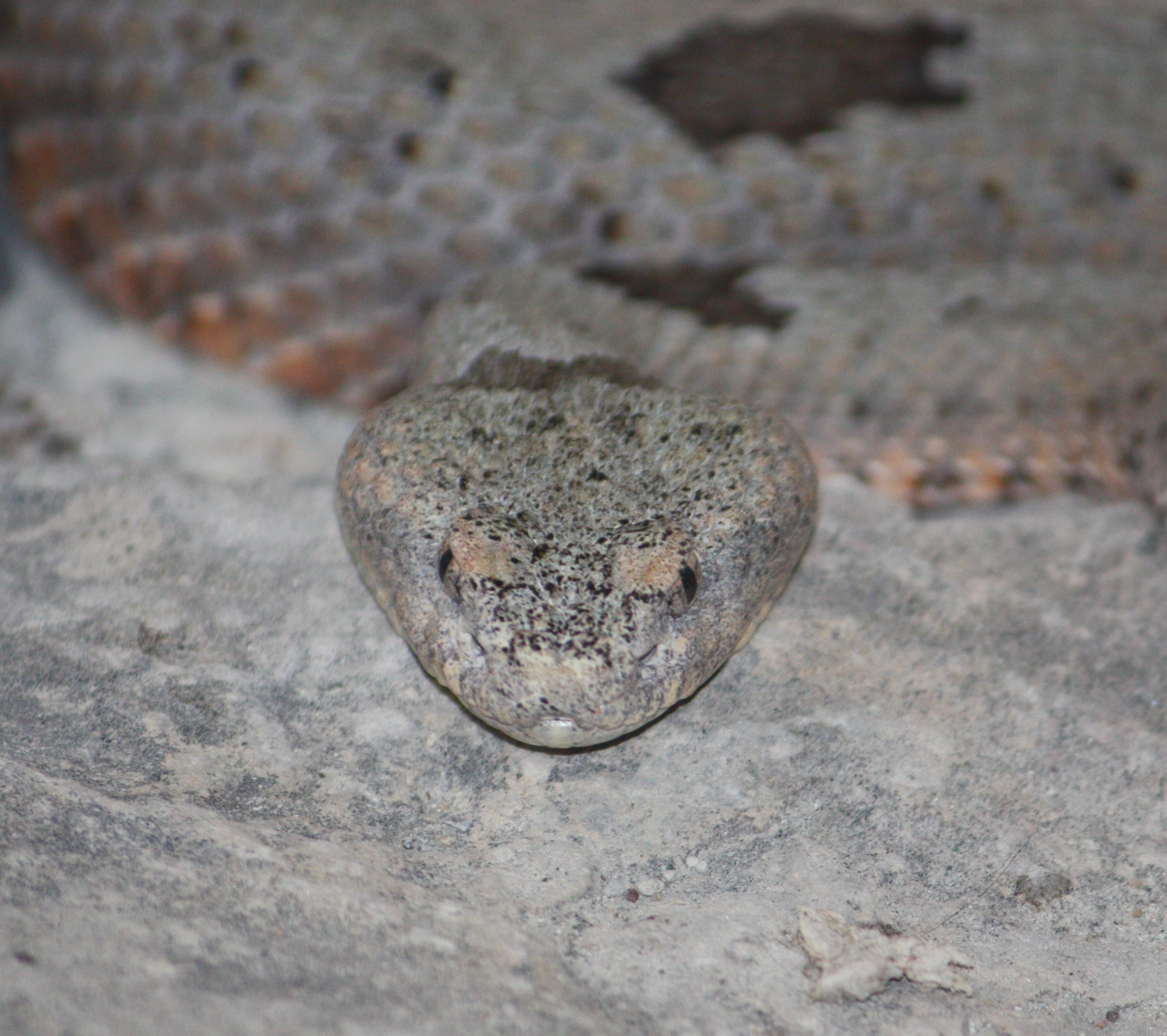

## Description
C'est un serpent venimeux et vivipare.
Il mesure 65 centimètres de long.

## Liste des sous-espèces
Selon The Reptile Database (13 février 2014) :
- Crotalus lepidus klauberi Gloyd, 1936
- Crotalus lepidus lepidus (Kennicott, 1861)
- Crotalus lepidus maculosus Tanner, Dixon & Harris, 1972
- Crotalus lepidus morulus Klauber, 1952

## Publications originales
- Gloyd, 1936 : The subspecies of Crotalus lepidus. Occasional Papers of the Museum of Zoology, University of Michigan, no 337, p. 1-5 (texte intégral).
- Kennicott, 1861 : On three new forms of rattlesnakes. Proceedings of the Academy of Natural Sciences of Philadelphia, vol. 13, p. 206-207 (texte intégral).
- Klauber, 1952 : Taxonomic studies on rattlesnakes of Mainland Mexico. Bulletins of the Zoological Society of San Diego, vol. 26, p. 1-143.
- Tanner, Dixon & Harris, 1972 : A new subspecies of Crotalus lepidus from western Mexico. Great Basin Naturalist, vol. 32, no 1, p. 16-24 (texte intégral).